# ゆうYOU京都
ゆうYOU京都（ゆうゆうきょうと）は、KBS京都ラジオで2004年4月から2006年3月まで毎週月曜日から木曜日は15:00 - 17:30、金曜日は15:00 - 16:45まで生放送されていたラジオ番組である。

## パーソナリティー
- 村上祐子 - 月・火・金曜日担当
- 塩見祐子 - 水・木・金曜日担当

## ゲストコメンテーター
- 月曜 佐藤研司 龍谷大学教授
- 火曜 笹岡隆甫 華道未生流笹岡家元嗣
- 水曜 大八木淳史 元ラグビー日本代表
- 木曜 団士郎 立命館大学大学院専任教授
- 金曜 関根英司 京都新聞論説員

## 番組のコーナー
- ゆうゆうトピック（月～木）
- 医療ウォッチング
- 京都ゆうゆうストリート（月～木）
  - 京都の碁盤の目の中の一つの道を選び、その道に纏わる歴史・文化から道沿いの老舗や名店などを紹介。
- 京都ホット情報
  - 文字どおり、京都発の最新のホットな情報を紹介。
- ゆうゆうニュース解説（月～木）
- ゆうゆう情報館（月～木）
- ゆうゆうランキング
  - 書店の新書の売り上げ・CDのチャートから、家電商品・お菓子の人気まで、色々なランキングなどを紹介。
- 広告広～い読み
  - 明日届けられる新聞の折り込み広告から、1つの広告の紹介をする、ラジオと新聞折込のタイアップ
（2008年9月現在も後番組『池田幾三の旅にいくぞ〜!』の中で放送されている）
- かたつむり交通取り締まり情報
  - 京都府警の各警察署の今晩と明日の駐車禁止違反・スピード超過・飲酒運転などの「交通取締り情報」を告知（ただし、ラジオ放送で告知されない抜き打ちの取締りも有った）
- ずばり聞きます（金曜日のみ）
  - リスナーから寄せられる疑問を当事者や関係者などに、生放送（主に電話）に出てもらい、ずばり聞いて解決する。
- ゆうゆうトラベル（金曜日のみ）
- ゆうゆうシネマ倶楽部（金曜日のみ）
- 京都ゆうゆうグルメ（金曜日のみ）

ほかに、ニュース・天気予報・交通渋滞情報など。